# Équipe de France de football en 2016
Maillots
Actualités
Cet article traite de l'année 2016 de l'équipe de France de football.

## Déroulement de la saison

### Objectifs
Organisatrice du Championnat d'Europe de football 2016, l'équipe de France est qualifiée d'office pour l’événement et donc dispensée de qualifications. Elle s'est qualifiée pour la finale qu'elle a perdue contre le Portugal (Portugal 1-0 France). L'objectif est ensuite de se qualifier pour la Coupe du monde de football 2018 en Russie.

### Résumé de la saison
Le premier match de l'année voit la France affronter les Pays-Bas à Amsterdam. La France gagne 3-2 grâce à des buts de Olivier Giroud, Antoine Griezmann et Blaise Matuidi. La presse est assez optimiste.
La France est vice championne d'Europe de football, et Antoine Griezmann a été désigné par l'UEFA meilleur joueur du tournoi et meilleur buteur de la compétition.
Pour son dernier match amical après les phases qualificatives de la Coupe du monde de football 2018, où elle finit l'année à la tête du groupe A, la France fait match nul contre l’équipe de Côte d'Ivoire, et reste sur une bonne dynamique.
Cette année 2016 aura vu les premières sélections de N'Golo Kanté, Djibril Sidibe, Ousmane Dembele, Benoit Costil, Adrien Rabiot, Sébastien Corchia, Thomas Lemar.
Antoine Griezmann et Olivier Giroud sont les meilleurs buteurs en 2016 avec 8 buts chacun.
Paul Pogba et Dimitri Payet ont été les joueurs les plus utilisés durant cette année 2016 et ils ont joué tous les matches soit 17 matches

### Évolution du classement FIFA
Le tableau ci-dessous présente les classements mensuels de l'équipe de France publiés par la
FIFA durant l'année 2016, « Classement mondial FIFA », sur FIFA, 10 novembre 2016 (consulté le 26 novembre 2016).
| Mois | Janvier | Février | Mars | Avril | Mai | Juin | Juillet | Août | Septembre | Octobre | Novembre | Décembre |
| Rang | 25      | 24      | 24   | 21    | 21  | 17   | 7       | 7    | 8         | 7       | 7        | 7        |

## Bilan de l'année2016
| Rang | Équipe | Pts | J  | G  | N | P | Bp | Bc | Diff |
| ---- | ------ | --- | -- | -- | - | - | -- | -- | ---- |
| 7    | France | 42  | 17 | 13 | 3 | 1 | 36 | 14 | +22  |

## Statistiques

### Résultats détaillés
| Match amical                                       | Pays-Bas | 2 – 3   | France |                                                                          |                                                                          |
| 25 mars 2016 · 21 h 00 · Historique des rencontres | de Jong 57e · Afellay 86e | (0 – 2) | 6e Griezmann · 13e Giroud · 88e Matuidi | Amsterdam ArenA, Amsterdam Spectateurs : 40 000 Arbitrage : Felix Zwayer | Amsterdam ArenA, Amsterdam Spectateurs : 40 000 Arbitrage : Felix Zwayer |
| 25 mars 2016 · 21 h 00 · Historique des rencontres | |         | | Amsterdam ArenA, Amsterdam Spectateurs : 40 000 Arbitrage : Felix Zwayer | Amsterdam ArenA, Amsterdam Spectateurs : 40 000 Arbitrage : Felix Zwayer |
| 25 mars 2016 · 21 h 00 · Historique des rencontres | Cillessen - Bruma, Van Dijk (Afellay, 46e), Blind, Veltman - Clasie (Depay, 46e) - Sneijder (Bazoer, 37e), Willems (van Aanholt, 78e), Klaassen (Wijnaldum, 76e) - De Jong (Janssen, 81e), Promes | Équipes | Mandanda - Jallet, Varane, Koscielny, Évra (Digne, 46e) - Diarra (N'Golo Kanté, 46e), Pogba (Sissoko, 87e), Matuidi - Payet, Griezmann (Martial, 46e), Giroud (Gignac, 73e) | Amsterdam ArenA, Amsterdam Spectateurs : 40 000 Arbitrage : Felix Zwayer | Amsterdam ArenA, Amsterdam Spectateurs : 40 000 Arbitrage : Felix Zwayer |

| Match amical                                       | France | 4 – 2   | Russie |                                                                             |                                                                             |
| 29 mars 2016 · 21 h 00 · Historique des rencontres | Kanté 8e · Gignac 38e · Payet 64e · Coman 76e | (2 – 0) | 56e Kokorin · 68e Zhirkov | Stade de France, Saint-Denis Spectateurs : 65 000 Arbitrage : Craig Thomson | Stade de France, Saint-Denis Spectateurs : 65 000 Arbitrage : Craig Thomson |
| 29 mars 2016 · 21 h 00 · Historique des rencontres | |         | | Stade de France, Saint-Denis Spectateurs : 65 000 Arbitrage : Craig Thomson | Stade de France, Saint-Denis Spectateurs : 65 000 Arbitrage : Craig Thomson |
| 29 mars 2016 · 21 h 00 · Historique des rencontres | Lloris - Sagna, Varane, Sakho, Évra (Mathieu, 46e), (Digne, 54e) - Diarra, N'Golo Kanté, Pogba (Sissoko, 69e), - Griezmann (Payet, 62e), Martial (Coman, 46e), Gignac (Giroud, 79e) | Équipes | Akinfeev (Lodygin, 46e) - Kuzmin - V. Berezutskiy - A. Berezutskiy - Zhirkov (Smolnikov, 69e) - Golovin (Glushakov, 79e) - Dzagoïev - Shirokov (Mamaev, 70e) - Kokorin (Smolov, 80e) - Shatov (Samedov, 88e) - Dzyuba | Stade de France, Saint-Denis Spectateurs : 65 000 Arbitrage : Craig Thomson | Stade de France, Saint-Denis Spectateurs : 65 000 Arbitrage : Craig Thomson |

| Match amical                                      | France | 3 – 2   | Cameroun |                                                                                |                                                                                |
| 30 mai 2016 · 21 h 00 · Historique des rencontres | Matuidi 20e · Giroud 41e · Payet 90e | (2 – 1) | 22e Aboubakar · 88e Choupo-Moting | Stade de la Beaujoire, Nantes Spectateurs : 37 000 Arbitrage : Simon Lee Evans | Stade de la Beaujoire, Nantes Spectateurs : 37 000 Arbitrage : Simon Lee Evans |
| 30 mai 2016 · 21 h 00 · Historique des rencontres | Lloris - Sagna, Rami, Koscielny, Évra - Diarra (Kanté, 45e) - Pogba (Sissoko, 65e) - Matuidi- Payet - Coman (Cabaye, 76e), Giroud (Gignac, 65e) | Équipes | Ondoa - Nyom, Chedjou (Djetei, 80e), Teikeu, Oyongo - Enoh (Siani, 45e) - Mandjeck (Njie, 70e), Salli (Choupo-Moting, 45e) - Zoua - Toko-Ekambi (Kom, 76e), Aboubakar (Abang, 70e) | Stade de la Beaujoire, Nantes Spectateurs : 37 000 Arbitrage : Simon Lee Evans | Stade de la Beaujoire, Nantes Spectateurs : 37 000 Arbitrage : Simon Lee Evans |

| Match amical                                      | France | 3 – 0   | Écosse |                                                                                    |                                                                                    |
| 4 juin 2016 · 21 h 00 · Historique des rencontres | Giroud 8e 35e · Koscielny 39e | (3 – 0) | | Stade Saint-Symphorien, Metz Spectateurs : 25 000 Arbitrage : Sébastien Delferière | Stade Saint-Symphorien, Metz Spectateurs : 25 000 Arbitrage : Sébastien Delferière |
| 4 juin 2016 · 21 h 00 · Historique des rencontres | Lloris - Sagna, Rami, Koscielny (Digne, 83e), Évra - Kanté (Sissoko, 88e) - Pogba - Matuidi (Cabaye, 69e) - Payet (Martial, 45e) - Coman (Griezmann, 45e), Giroud (Gignac, 63e) | Équipes | Marshall - Martin, Greer, Hanley, Robertson (Mulgrew, 45e) - Fletcher, McArthur (McKay, 84e) - Ritchie - Snodgrass (Kingsley, 66e), Maloney (Anya, 45e), Fletcher (Naismith, 58e) | Stade Saint-Symphorien, Metz Spectateurs : 25 000 Arbitrage : Sébastien Delferière | Stade Saint-Symphorien, Metz Spectateurs : 25 000 Arbitrage : Sébastien Delferière |

| Championnat d'Europe 2016                          | France | 2 – 1   | Roumanie |                                                                             |                                                                             |
| 10 juin 2016 · 21 h 00 · Historique des rencontres | Giroud 57e · Payet 89e | (0 – 0) | 65e (pen.) Stancu | Stade de France, Saint-Denis Spectateurs : 75 113 Arbitrage : Viktor Kassai | Stade de France, Saint-Denis Spectateurs : 75 113 Arbitrage : Viktor Kassai |
| 10 juin 2016 · 21 h 00 · Historique des rencontres | Lloris - Sagna, Rami, Koscielny, Évra - Pogba (Martial, 77e), Kanté, Matuidi - Griezmann (Coman, 66e), Giroud, Payet (Sissoko, 90e) | Équipes | Tătăruşanu - Sapunaru, Chiriches , Grigore, Rat - Pintilii, Hoban, Popa (Torje, 82e) - Stanciu (Chipciu, 72e), Stancu - Andone (Alibec, 61e) | Stade de France, Saint-Denis Spectateurs : 75 113 Arbitrage : Viktor Kassai | Stade de France, Saint-Denis Spectateurs : 75 113 Arbitrage : Viktor Kassai |

| Championnat d'Europe 2016                          | France | 2 – 0   | Albanie |                                                                            |                                                                            |
| 15 juin 2016 · 21 h 00 · Historique des rencontres | Griezmann 90e · Payet 90+6e | (0 – 0) | | Stade Vélodrome, Marseille Spectateurs : 63 670 Arbitrage : William Collum | Stade Vélodrome, Marseille Spectateurs : 63 670 Arbitrage : William Collum |
| 15 juin 2016 · 21 h 00 · Historique des rencontres | Lloris - Sagna, Rami, Koscielny, Évra - Kanté, Matuidi - Coman (Griezmann, 68e), Payet, Martial (Pogba, 45e) - Giroud (Gignac, 77e) | Équipes | Berisha - Hysaj, Ajeti (Veseli, 85e), Mavraj, Agolli - Kukeli (Xhaka, 74e), Abrashi, Memushaj - Lila (Roshi, 71e) - Lenjani, Sadiku | Stade Vélodrome, Marseille Spectateurs : 63 670 Arbitrage : William Collum | Stade Vélodrome, Marseille Spectateurs : 63 670 Arbitrage : William Collum |

| Championnat d'Europe 2016                          | Suisse | 0 – 0   | France |                                                                           |                                                                           |
| 19 juin 2016 · 21 h 00 · Historique des rencontres | | (0 – 0) | | Stade Pierre-Mauroy, Lille Spectateurs : 45 616 Arbitrage : Damir Skomina | Stade Pierre-Mauroy, Lille Spectateurs : 45 616 Arbitrage : Damir Skomina |
| 19 juin 2016 · 21 h 00 · Historique des rencontres | Sommer - Lichtsteiner , Schär, Djourou, Rodríguez - Behrami, Xhaka, Shaqiri (Fernandes, 79e) - Džemaili, Mehmedi (Lang, 86e), Embolo (Seferovic, 74e) | Équipes | Lloris - Sagna, Rami, Koscielny, Évra - Sissoko, Cabaye, Pogba - Griezmann (Matuidi, 77e), 63e), Gignac, Coman (Payet | Stade Pierre-Mauroy, Lille Spectateurs : 45 616 Arbitrage : Damir Skomina | Stade Pierre-Mauroy, Lille Spectateurs : 45 616 Arbitrage : Damir Skomina |

| Championnat d'Europe 2016 - ⅛ de finale            | France | 2 – 1   | République d'Irlande |                                                                               |                                                                               |
| 26 juin 2016 · 15 h 00 · Historique des rencontres | Griezmann 58e 61e                                                                                                   | (0 – 1) | 2e (pen.) Brady | Parc Olympique Lyonnais, Lyon Spectateurs : 56 279 Arbitrage : Nicola Rizzoli | Parc Olympique Lyonnais, Lyon Spectateurs : 56 279 Arbitrage : Nicola Rizzoli |
| 26 juin 2016 · 15 h 00 · Historique des rencontres | Lloris - Sagna, Rami, Koscielny, Évra - Pogba, Kanté (Coman, 45e), Matuidi - Griezmann, Giroud (Gignac, 73e), Payet | Équipes | Randolph - Coleman , Duffy, Keogh, Ward - Hendrick, McCarthy (Hoolahan, 71e), Brady, McClean (O'Shea, 68e) - Long, Murphy (Walters, 65e) | Parc Olympique Lyonnais, Lyon Spectateurs : 56 279 Arbitrage : Nicola Rizzoli | Parc Olympique Lyonnais, Lyon Spectateurs : 56 279 Arbitrage : Nicola Rizzoli |

| Championnat d'Europe 2016 - ¼ de finale              | France | 5 – 2   | Islande |                                                                             |                                                                             |
| 3 juillet 2016 · 21 h 00 · Historique des rencontres | Giroud 12e 59e · Pogba 20e · Payet 43e · Griezmann 45e                                                                                 | (4 – 0) | 56e Sigþórsson · 84e B. Bjarnason | Stade de France, Saint-Denis Spectateurs : 76 833 Arbitrage : Björn Kuipers | Stade de France, Saint-Denis Spectateurs : 76 833 Arbitrage : Björn Kuipers |
| 3 juillet 2016 · 21 h 00 · Historique des rencontres | Lloris - Sagna, Koscielny (Mangala, 72e), Umtiti, Évra - Sissoko, Matuidi, Pogba, Payet (Coman, 80e) - Griezmann, Giroud (Gignac, 60e) | Équipes | Halldórsson - Sævarsson, Árnason (Ingason, 45e), Sigurdsson, Skúlason - Gunnarsson , Sigurdsson, Guðmundsson, Bjarnason - Sigthórsson (Gudjohnsen, 83e), Böðvarsson (Finnbogason, 45e) | Stade de France, Saint-Denis Spectateurs : 76 833 Arbitrage : Björn Kuipers | Stade de France, Saint-Denis Spectateurs : 76 833 Arbitrage : Björn Kuipers |

| Championnat d'Europe 2016 - ½ finale                 | Allemagne | 0 – 2   | France |                                                                            |                                                                            |
| 7 juillet 2016 · 21 h 00 · Historique des rencontres | | (0 – 1) | 45+2e (pen.) 72e Griezmann | Stade Vélodrome, Marseille Spectateurs : 64 078 Arbitrage : Nicola Rizzoli | Stade Vélodrome, Marseille Spectateurs : 64 078 Arbitrage : Nicola Rizzoli |
| 7 juillet 2016 · 21 h 00 · Historique des rencontres | Neuer - Kimmich, Boateng (Mustafi, 61e), Höwedes, Hector - Schweinsteiger , (Sané, 79e), Can (Götze, 69e), Kroos - Özil, Draxler - Müller | Équipes | Lloris - Sagna, Koscielny, Umtiti, Évra - Sissoko, Matuidi, Pogba, Payet (N'Golo Kanté, 71e) - Griezmann (Cabaye, 90e), Giroud (Gignac, 78e) | Stade Vélodrome, Marseille Spectateurs : 64 078 Arbitrage : Nicola Rizzoli | Stade Vélodrome, Marseille Spectateurs : 64 078 Arbitrage : Nicola Rizzoli |

| Championnat d'Europe 2016 - Finale                    | Portugal | 1 – 0 a. p.           | France |                                                                                |                                                                                |
| 10 juillet 2016 · 21 h 00 · Historique des rencontres | Eder 109e | (0 – 0, 0 – 0, 0 – 0) | | Stade de France, Saint-Denis Spectateurs : 75 868 Arbitrage : Mark Clattenburg | Stade de France, Saint-Denis Spectateurs : 75 868 Arbitrage : Mark Clattenburg |
| 10 juillet 2016 · 21 h 00 · Historique des rencontres | Patrício - Cédric Soares, Pepe, Fonte, Guerreiro - Carvalho, Sanches (Éder, 79e), João Mário, Silva (Moutinho, 66e), Nani - Ronaldo , (Quaresma, 25e) | Équipes               | Lloris - Sagna, Koscielny (Mangala, 72e), Umtiti, Évra - Sissoko, Matuidi, Pogba, Payet (Coman, 80e) - Griezmann, Giroud (Gignac, 60e) | Stade de France, Saint-Denis Spectateurs : 75 868 Arbitrage : Mark Clattenburg | Stade de France, Saint-Denis Spectateurs : 75 868 Arbitrage : Mark Clattenburg |

| Match amical                                           | Italie | 1 – 3   | France |                                                                       |                                                                       |
| 1 septembre 2016 · 21 h 00 · Historique des rencontres | Pellè 21e | (1 – 2) | 17e Martial · 28e Giroud · 81e Kurzawa | Stade San Nicola, Bari Spectateurs : 39 000 Arbitrage : Björn Kuipers | Stade San Nicola, Bari Spectateurs : 39 000 Arbitrage : Björn Kuipers |
| 1 septembre 2016 · 21 h 00 · Historique des rencontres | Buffon (Donnarumma, 45e) - Barzagli (Rugani, 46e), Astori, Chiellini - Parolo, Bonaventura (Verratti, 66e), Candreva, De Rossi (Montolivo, 46e), De Sciglio (Florenzi, 58e) - Pellè, Éder (Belotti, 75e) | Équipes | Mandanda - Sidibé, Varane , Koscielny (Umtiti, 83e), Kurzawa (Digne, 90e) - Matuidi (Sissoko, 63e), Kanté, Pogba - Griezmann (Dembélé, 63e) - Martial (Payet, 46e), Giroud (Gignac, 46e) | Stade San Nicola, Bari Spectateurs : 39 000 Arbitrage : Björn Kuipers | Stade San Nicola, Bari Spectateurs : 39 000 Arbitrage : Björn Kuipers |

| Éliminatoire Coupe du monde 2018                       | Biélorussie | 0 – 0   | France |                                                                        |                                                                        |
| 6 septembre 2016 · 21 h 00 · Historique des rencontres | | (0 – 0) | | Borisov Arena, Borisov Spectateurs : 12 920 Arbitrage : Ovidiu Hategan | Borisov Arena, Borisov Spectateurs : 12 920 Arbitrage : Ovidiu Hategan |
| 6 septembre 2016 · 21 h 00 · Historique des rencontres | Gorbunov - Palyakow, Palitsevich, Sivakov, Bordachev - Korzun, Mayewski, Kalachev - Gordeychuk (Volodko, 85e), Stasevich (Krivets, 69e), Signevich (Kornilenko, 81e) | Équipes | Mandanda - Sidibé, Varane , Koscielny, Kurzawa - Sissoko (Dembélé, 69e), Pogba, Griezmann - Martial (Payet, 57e), Giroud (Gameiro, 83e) | Borisov Arena, Borisov Spectateurs : 12 920 Arbitrage : Ovidiu Hategan | Borisov Arena, Borisov Spectateurs : 12 920 Arbitrage : Ovidiu Hategan |

| Éliminatoire Coupe du monde 2018                     | France | 4 – 1   | Bulgarie |                                                                          |                                                                          |
| 7 octobre 2016 · 21 h 00 · Historique des rencontres | Gameiro 23e 59e · Payet 26e · Griezmann 38e | (3 – 1) | 6e (pen.) M. Aleksandrov | Stade de France, Saint-Denis Spectateurs : 63 430 Arbitrage : Luca Banti | Stade de France, Saint-Denis Spectateurs : 63 430 Arbitrage : Luca Banti |
| 7 octobre 2016 · 21 h 00 · Historique des rencontres | Lloris - Sagna (Sidibe, 27e) - Varane - Koscielny - Kurzawa - Matuidi - Sissoko - Pogba - Payet - Griezmann (Fékir, 82e) - Gameiro (Gignac, 72e) | Équipes | Stoyanov - Popov - A. Aleksandrov - Pirgov (en) - Milanov - Milanov - Dyakov - Kostadinov - M. Aleksandrov (Nedelev, 76e) - Marcelinho (Rangelov, 61e) - Popov (Tonev, 68e) | Stade de France, Saint-Denis Spectateurs : 63 430 Arbitrage : Luca Banti | Stade de France, Saint-Denis Spectateurs : 63 430 Arbitrage : Luca Banti |

| Éliminatoire Coupe du monde 2018                      | Pays-Bas | 0 – 1   | France |                                                                           |                                                                           |
| 10 octobre 2016 · 21 h 00 · Historique des rencontres | | (0 – 1) | 30e Pogba | Amsterdam ArenA, Amsterdam Spectateurs : 50 220 Arbitrage : Damir Skomina | Amsterdam ArenA, Amsterdam Spectateurs : 50 220 Arbitrage : Damir Skomina |
| 10 octobre 2016 · 21 h 00 · Historique des rencontres | Stekelenburg - Karsdorp - Van Dijk - Bruma - Blind - Wijnaldum (Dost, 62e) - Strootman - Pröpper - Promes (Depay, 16e) - Janssen - Klaassen | Équipes | Lloris - Sidibe - Varane - Koscielny - Kurzawa - Matuidi - Sissoko - Pogba - Payet (Martial, 67e) - Griezmann (Kanté, 93e)- Gameiro (Gignac, 79e) | Amsterdam ArenA, Amsterdam Spectateurs : 50 220 Arbitrage : Damir Skomina | Amsterdam ArenA, Amsterdam Spectateurs : 50 220 Arbitrage : Damir Skomina |

| Éliminatoire Coupe du monde 2018                       | France | 2 – 1   | Suède |                                                                             |                                                                             |
| 11 novembre 2016 · 20 h 45 · Historique des rencontres | Pogba 57e · Payet 64e                                                                                             | (0 – 0) | 54e Forsberg | Stade de France, Saint-Denis Spectateurs : 80 000 Arbitrage : Milorad Mažić | Stade de France, Saint-Denis Spectateurs : 80 000 Arbitrage : Milorad Mažić |
| 11 novembre 2016 · 20 h 45 · Historique des rencontres | Lloris - Sidibe, Varane, Koscielny, Evra - Matuidi, Sissoko, Pogba, Payet - Griezmann (N'Golo Kanté, 88e), Giroud | Équipes | Olsen - Krafth, Lindelöf, Granqvist , Augustinsson - Johansson, Ekdal (Hiljemark, 66e), Durmaz (Jansson, 87e), Forsberg - Guidetti (Thelin, 73e), Toivonen | Stade de France, Saint-Denis Spectateurs : 80 000 Arbitrage : Milorad Mažić | Stade de France, Saint-Denis Spectateurs : 80 000 Arbitrage : Milorad Mažić |

| Match amical                                           | France | 0 – 0   | Côte d'Ivoire |                                                                             |                                                                             |
| 15 novembre 2016 · 21 h 00 · Historique des rencontres | | (0 – 0) | | Stade Bollaert-Delelis, Lens Spectateurs : 35 000 Arbitrage : Radu Petrescu | Stade Bollaert-Delelis, Lens Spectateurs : 35 000 Arbitrage : Radu Petrescu |
| 15 novembre 2016 · 21 h 00 · Historique des rencontres | Costil - Sidibé (Corchia, 70e), Rami, Varane (Koscielny , 46e), Digne - Kanté, Pogba (Sissoko, 46e), Rabiot (Lemar, 78e) - Payet, Dembélé (Fekir, 46e), Gameiro (Giroud, 62e) | Équipes | Gbohouo - Aurier, Koné, Kanon, Traoré - Kessié, Doukouré (Diomandé, 68e), Die (Angban, 86e) - Gradel (Pépé, 85e) - Kalou , Kodjia (Sio, 68e) | Stade Bollaert-Delelis, Lens Spectateurs : 35 000 Arbitrage : Radu Petrescu | Stade Bollaert-Delelis, Lens Spectateurs : 35 000 Arbitrage : Radu Petrescu |

### Equipe de France
| Numéro / Nom       | Numéro / Nom         | Équipe                                 | Sél. (but)                                                                                      | Date de naissance | J.              |                 |                 |                 |                 |
| Gardiens de but    | Gardiens de but      | Gardiens de but                        | Gardiens de but                                                                                 | Gardiens de but   | Gardiens de but | Gardiens de but | Gardiens de but | Gardiens de but | Gardiens de but |
| ------------------ | -------------------- | -------------------------------------- | ----------------------------------------------------------------------------------------------- | ----------------- | --------------- | --------------- | --------------- | --------------- | --------------- |
| 1                  | Hugo Lloris          | Tottenham Hotspur                      | 85 (0)                                                                                          | 26.12.1986        | 13              | 0               | 1               | 0               | 0               |
| 16                 | Steve Mandanda       | Olympique de Marseille, Crystal Palace | 24 (0)                                                                                          | 28.03.1985        | 2               | 0               | 0               | 0               | 0               |
| 23                 | Benoît Costil        | Stade rennais                          | 1 (0)                                                                                           | 03.07.1987        | 1               | 0               | 0               | 0               | 0               |
| 1                  | Alphonse Areola      | Villarreal, PSG                        | 0 (0)                                                                                           | 27.02.1993        | 0               | 0               | 0               | 0               | 0               |
| Défenseurs         |                      |                                        |                                                                                                 |                   |                 |                 |                 |                 |                 |
| 3                  | Patrice Evra         | Juventus                               | 79 (0)                                                                                          | 15.05.1981        | 12              | 0               | 2               | 0               | 0               |
| 19                 | Bacary Sagna         | Manchester City                        | 65 (0)                                                                                          | 14.02.1983        | 11              | 0               | 1               | 0               | 0               |
| 21                 | Laurent Koscielny    | Arsenal                                | 42 (1)                                                                                          | 10.09.1985        | 16              | 1               | 2               | 0               | 0               |
| 4                  | Raphaël Varane       | Real Madrid                            | 35 (2)                                                                                          | 25.04.1993        | 8               | 0               | 0               | 0               | 0               |
| 4                  | Adil Rami            | FC Séville                             | 33 (1)                                                                                          | 27.12.1985        | 7               | 0               | 2               | 0               | 0               |
| 5                  | Mamadou Sakho        | Liverpool FC                           | 28 (2)                                                                                          | 13.02.1990        | 1               | 0               | 0               | 0               | 0               |
| 17                 | Lucas Digne          | AS Rome, FC Barcelone                  | 15 (0)                                                                                          | 20.07.1993        | 5               | 0               | 0               | 0               | 0               |
| 2                  | Christophe Jallet    | Olympique lyonnais                     | 11 (1)                                                                                          | 31.10.1983        | 1               | 0               | 0               | 0               | 0               |
| 13                 | Eliaquim Mangala     | Manchester City, Valence CF            | 8 (0)                                                                                           | 13.02.1991        | 1               | 0               | 0               | 0               | 0               |
| 3                  | Layvin Kurzawa       | Paris SG                               | 6 (1)                                                                                           | 04.09.1992        | 4               | 1               | 0               | 0               | 0               |
| 19                 | Djibril Sidibe       | LOSC, AS Monaco                        | 6 (0)                                                                                           | 29.07.1992        | 6               | 0               | 1               | 0               | 0               |
| 22                 | Jérémy Mathieu       | FC Barcelone                           | 5 (0)                                                                                           | 29.10.1983        | 1               | 0               | 0               | 0               | 0               |
| 22                 | Samuel Umtiti        | Olympique lyonnais, FC Barcelone       | 4 (0)                                                                                           | 14.11.1993        | 4               | 0               | 1               | 0               | 0               |
| 2                  | Sébastien Corchia    | Lille OSC                              | 1 (0)                                                                                           | 01.11.1990        | 1               | 0               | 0               | 0               | 0               |
| 5                  | Aymeric Laporte      | Athletic Club                          | 0 (0)                                                                                           | 27.05.1994        | 0               | 0               | 0               | 0               | 0               |
| 13                 | Presnel Kimpembe     | Paris SG                               | 0 (0)                                                                                           | 13.08.1995        | 0               | 0               | 0               | 0               | 0               |
| Milieux de terrain |                      |                                        |                                                                                                 |                   |                 |                 |                 |                 |                 |
| 14                 | Blaise Matuidi       | Paris SG                               | 55 (8)                                                                                          | 09.04.1987        | 14              | 2               | 2               | 0               | 0               |
| 18                 | Moussa Sissoko       | Newcastle United, Tottenham Hotspur    | 50 (1)                                                                                          | 16.08.1989        | 16              | 0               | 0               | 0               | 0               |
| 6                  | Yohan Cabaye         | Crystal Palace                         | 48 (4)                                                                                          | 14.01.1986        | 4               | 0               | 0               | 0               | 0               |
| 15                 | Paul Pogba           | Juventus, Manchester United            | 44 (8)                                                                                          | 15.03.1993        | 17              | 3               | 3               | 0               | 0               |
| 12                 | Lassana Diarra       | Olympique de Marseille                 | 33 (0)                                                                                          | 10.03.1985        | 3               | 0               | 0               | 0               | 0               |
| 12                 | Morgan Schneiderlin  | Manchester United                      | 15 (0)                                                                                          | 08.11.1989        | 0               | 0               | 0               | 0               | 0               |
| 5                  | N'Golo Kanté         | Leicester City, Chelsea FC             | 13 (1)                                                                                          | 25.03.1991        | 13              | 1               | 3               | 0               | 0               |
| 15                 | Geoffrey Kondogbia   | Inter Milan                            | 5 (0)                                                                                           | 15.02.1993        | 0               | 0               | 0               | 0               | 0               |
| 15                 | Adrien Rabiot        | Paris SG                               | 1 (0)                                                                                           | 03.04.1995        | 1               | 0               | 0               | 0               | 0               |
| Attaquants         |                      |                                        |                                                                                                 |                   |                 |                 |                 |                 |                 |
| 9                  | Olivier Giroud       | Arsenal                                | 59 (21)                                                                                         | 30.09.1986        | 14              | 8               | 1               | 0               | 0               |
| 7                  | Antoine Griezmann    | Atlético Madrid                        | 39 (14)                                                                                         | 21.03.1991        | 15              | 8               | 0               | 0               | 0               |
| 10                 | André-Pierre Gignac  | Tigres UANL                            | 36 (7)                                                                                          | 05.12.1985        | 12              | 1               | 0               | 0               | 0               |
| 8                  | Dimitri Payet        | West Ham United                        | 32 (8)                                                                                          | 29.03.1987        | 17              | 7               | 0               | 0               | 0               |
| 11                 | Anthony Martial      | Manchester United                      | 14 (1)                                                                                          | 05.12.1995        | 9               | 1               | 0               | 0               | 0               |
| 20                 | Kevin Gameiro        | FC Séville, Atlético Madrid            | 12 (3)                                                                                          | 09.05.1987        | 4               | 2               | 0               | 0               | 0               |
| 20                 | Kingsley Coman       | Bayern Munich                          | 11 (1)                                                                                          | 13.06.1996        | 9               | 1               | 0               | 0               | 0               |
| 12                 | Nabil Fekir          | Olympique lyonnais                     | 7 (1)                                                                                           | 18.07.1993        | 2               | 0               | 0               | 0               | 0               |
| 12                 | Ousmane Dembélé      | Stade rennais, Borussia Dortmund       | 3 (0)                                                                                           | 15.05.1997        | 3               | 0               | 0               | 0               | 0               |
| 20                 | Thomas Lemar         | AS Monaco                              | 1 (0)                                                                                           | 12.11.1995        | 1               | 0               | 0               | 0               | 0               |
| Sélectionneur      |                      |                                        |                                                                                                 |                   |                 |                 |                 |                 |                 |
|                    | Didier Deschamps     |                                        | Sélectionneur : 60 matchs (V : 37, N : 11, D : 12) - en 2016 : 17 matchs (V : 13, N : 3, D : 1) | 15.10.1968        |                 |                 |                 |                 |                 |
|                    | Guy Stéphan          |                                        | Adjoint sélectionneur                                                                           | 17.10.1956        |                 |                 |                 |                 |                 |
|                    | Éric Bedouet         |                                        | Entraîneur physique                                                                             | 14.04.1954        |                 |                 |                 |                 |                 |
|                    | Franck Le Gall       |                                        | Médecin                                                                                         | 21.01.1964        |                 |                 |                 |                 |                 |
|                    | Franck Raviot        |                                        | Entraîneur des gardiens                                                                         | 12.07.1973        |                 |                 |                 |                 |                 |
|                    | Jean-Yves Vandewalle |                                        | Kiné                                                                                            | 20.11.1965        |                 |                 |                 |                 |                 |
|                    | Christophe Geoffroy  |                                        | Kiné                                                                                            | 14.03.1963        |                 |                 |                 |                 |                 |
|                    | Thierry Laurent      |                                        | Kiné                                                                                            | 13.12.1964        |                 |                 |                 |                 |                 |
|                    | Cyril Praud          |                                        | Kiné                                                                                            | 19.09.1984        |                 |                 |                 |                 |                 |
|                    | Frédéric Forestas    |                                        | Directeur administratif                                                                         | 19.12.1973        |                 |                 |                 |                 |                 |
|                    | Erwan Le Prévost     |                                        | Coordinateur sportif                                                                            | 8.07.1976         |                 |                 |                 |                 |                 |

 = capitaine --  Gardien de butDéfenseurMilieu de terrainAttaquantSélectionneur

### Temps de jeu des joueurs
| Joueurs                                          |    |    |    |    |    |    |    |    |    |    |     |    |    |    |    |    |    |
| ------------------------------------------------ | -- | -- | -- | -- | -- | -- | -- | -- | -- | -- | --- | -- | -- | -- | -- | -- | -- |
| Gardiens de but                                  |    |    |    |    |    |    |    |    |    |    |     |    |    |    |    |    |    |
| Hugo Lloris (Tottenham Hotspur Football Club)    |    | 90 | 90 | 90 | 90 | 90 | 90 | 90 | 90 | 90 | 120 |    |    | 90 | 90 | 90 |    |
| Steve Mandanda (Crystal Palace FC)               | 90 |    |    |    |    |    |    |    |    |    |     | 90 | 90 |    |    |    |    |
| Benoît Costil (Stade rennais)                    |    |    |    |    |    |    |    |    |    |    |     |    |    |    |    |    | 90 |
| Défenseurs                                       |    |    |    |    |    |    |    |    |    |    |     |    |    |    |    |    |    |
| Patrice Évra (Juventus)                          | 45 | 45 | 90 | 83 | 90 | 90 | 90 | 90 | 90 | 90 | 120 |    |    |    |    | 90 |    |
| Lucas Digne (FC Barcelone)                       | 45 | 37 |    | 7  |    |    |    |    |    |    |     | 1  |    |    |    |    | 90 |
| Bacary Sagna (Manchester City)                   |    | 90 | 90 | 90 | 90 | 90 | 90 | 90 | 90 | 90 | 120 |    |    | 27 |    |    |    |
| Christophe Jallet (Olympique lyonnais)           | 90 |    |    |    |    |    |    |    |    |    |     |    |    |    |    |    |    |
| Raphaël Varane (Real Madrid)                     | 90 | 90 |    |    |    |    |    |    |    |    |     | 90 | 90 | 90 | 90 | 90 | 45 |
| Mamadou Sakho (Liverpool FC)                     |    | 90 |    |    |    |    |    |    |    |    |     |    |    |    |    |    |    |
| Laurent Koscielny (Arsenal FC)                   | 90 |    | 90 | 90 | 90 | 90 | 90 | 90 | 72 | 90 | 120 | 83 | 90 | 90 | 90 | 90 | 45 |
| Jérémy Mathieu (FC Barcelone)                    |    | 8  |    |    |    |    |    |    |    |    |     |    |    |    |    |    |    |
| Adil Rami (Séville FC)                           |    |    | 90 | 90 | 90 | 90 | 90 | 90 |    |    |     |    |    |    |    |    | 90 |
| Samuel Umtiti (FC Barcelone)                     |    |    |    |    |    |    |    |    | 90 | 90 | 120 | 7  |    |    |    |    |    |
| Djibril Sidibe (AS Monaco)                       |    |    |    |    |    |    |    |    |    |    |     | 90 | 90 | 63 | 90 | 90 | 70 |
| Layvin Kurzawa (PSG)                             |    |    |    |    |    |    |    |    |    |    |     | 90 | 90 | 90 | 90 |    |    |
| Eliaquim Mangala (Valence CF)                    |    |    |    |    |    |    |    |    | 18 |    |     |    |    |    |    |    |    |
| Sébastien Corchia (LOSC)                         |    |    |    |    |    |    |    |    |    |    |     |    |    |    |    |    | 20 |
| Milieux                                          |    |    |    |    |    |    |    |    |    |    |     |    |    |    |    |    |    |
| N'Golo Kanté (Chelsea FC)                        | 45 | 90 | 45 | 88 | 90 | 90 |    | 45 |    | 19 |     | 90 | 90 |    | 1  | 2  | 90 |
| Lassana Diarra (Olympique de Marseille)          | 45 | 90 | 45 |    |    |    |    |    |    |    |     |    |    |    |    |    |    |
| Blaise Matuidi (PSG)                             | 90 |    | 90 | 69 | 90 | 90 | 13 | 90 | 90 | 90 | 120 | 63 |    | 90 | 90 | 90 |    |
| Dimitri Payet (West Ham)                         | 90 | 28 | 90 | 45 | 90 | 90 | 27 | 90 | 80 | 71 | 58  | 45 | 33 | 90 | 67 | 90 | 90 |
| Moussa Sissoko (Tottenham Hotspur Football Club) | 3  | 21 | 25 | 2  | 1  |    | 90 | 1  | 90 | 90 | 110 | 27 | 69 | 90 | 90 | 90 | 45 |
| Paul Pogba (Manchester United)                   | 87 | 69 | 65 | 90 | 77 | 45 | 90 | 90 | 90 | 90 | 120 | 90 | 90 | 90 | 90 | 90 | 45 |
| Yohan Cabaye (Crystal Palace FC)                 |    |    | 14 | 21 |    |    | 90 |    |    | 1  |     |    |    |    |    |    |    |
| Adrien Rabiot (Paris Saint Germain)              |    |    |    |    |    |    |    |    |    |    |     |    |    |    |    |    | 78 |
| Attaquants                                       |    |    |    |    |    |    |    |    |    |    |     |    |    |    |    |    |    |
| Olivier Giroud (Arsenal FC)                      | 73 | 11 | 65 | 63 | 90 | 77 |    | 73 | 60 | 78 | 78  | 45 | 83 |    |    | 90 | 27 |
| Antoine Griezmann (Atlético Madrid)              | 45 | 62 |    | 45 | 66 | 22 | 77 | 90 | 90 | 90 | 120 | 63 | 90 | 83 | 90 | 88 |    |
| Anthony Martial (Manchester United)              | 45 | 45 |    | 45 | 13 | 45 |    |    |    |    | 10  | 45 | 57 |    | 23 |    |    |
| André-Pierre Gignac (Tigres UANL)                | 17 | 79 | 25 | 27 |    | 13 | 90 | 17 | 30 | 12 | 42  | 45 |    | 18 | 11 |    |    |
| Kingsley Coman (Bayern Munich)                   |    | 45 | 76 | 45 | 24 | 68 | 63 | 45 | 10 |    | 62  |    |    |    |    |    |    |
| Ousmane Dembele (Borussia Dortmund)              |    |    |    |    |    |    |    |    |    |    |     | 27 | 21 |    |    |    | 45 |
| Kevin Gameiro (Atlético Madrid)                  |    |    |    |    |    |    |    |    |    |    |     |    | 7  | 72 | 79 |    | 63 |
| Nabil Fekir (Olympique lyonnais)                 |    |    |    |    |    |    |    |    |    |    |     |    |    | 7  |    |    | 45 |
| Thomas Lemar (AS Monaco)                         |    |    |    |    |    |    |    |    |    |    |     |    |    |    |    |    | 12 |

### Buteurs

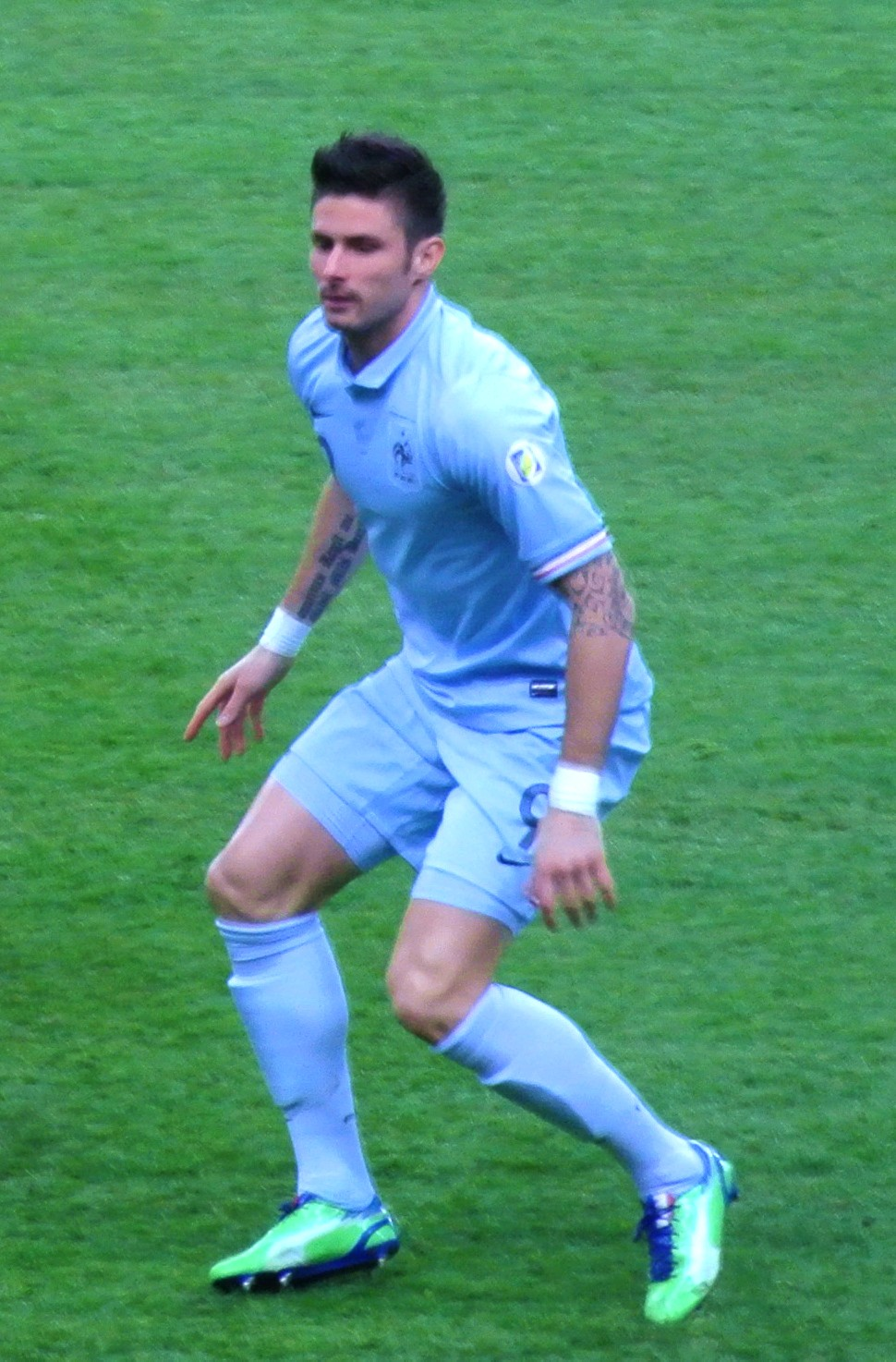
Olivier Giroud, 8 buts

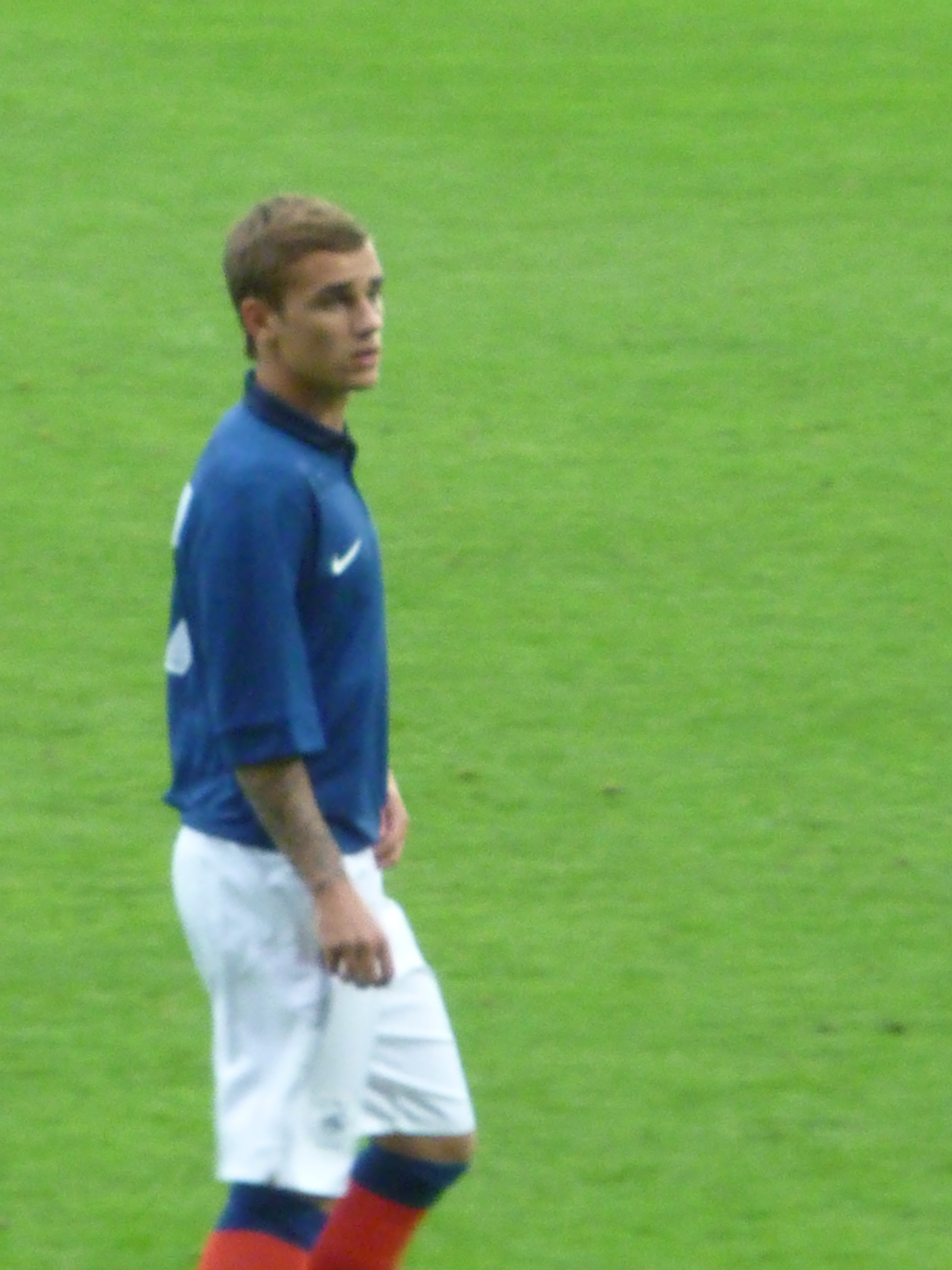
Antoine Griezmann, 8 buts

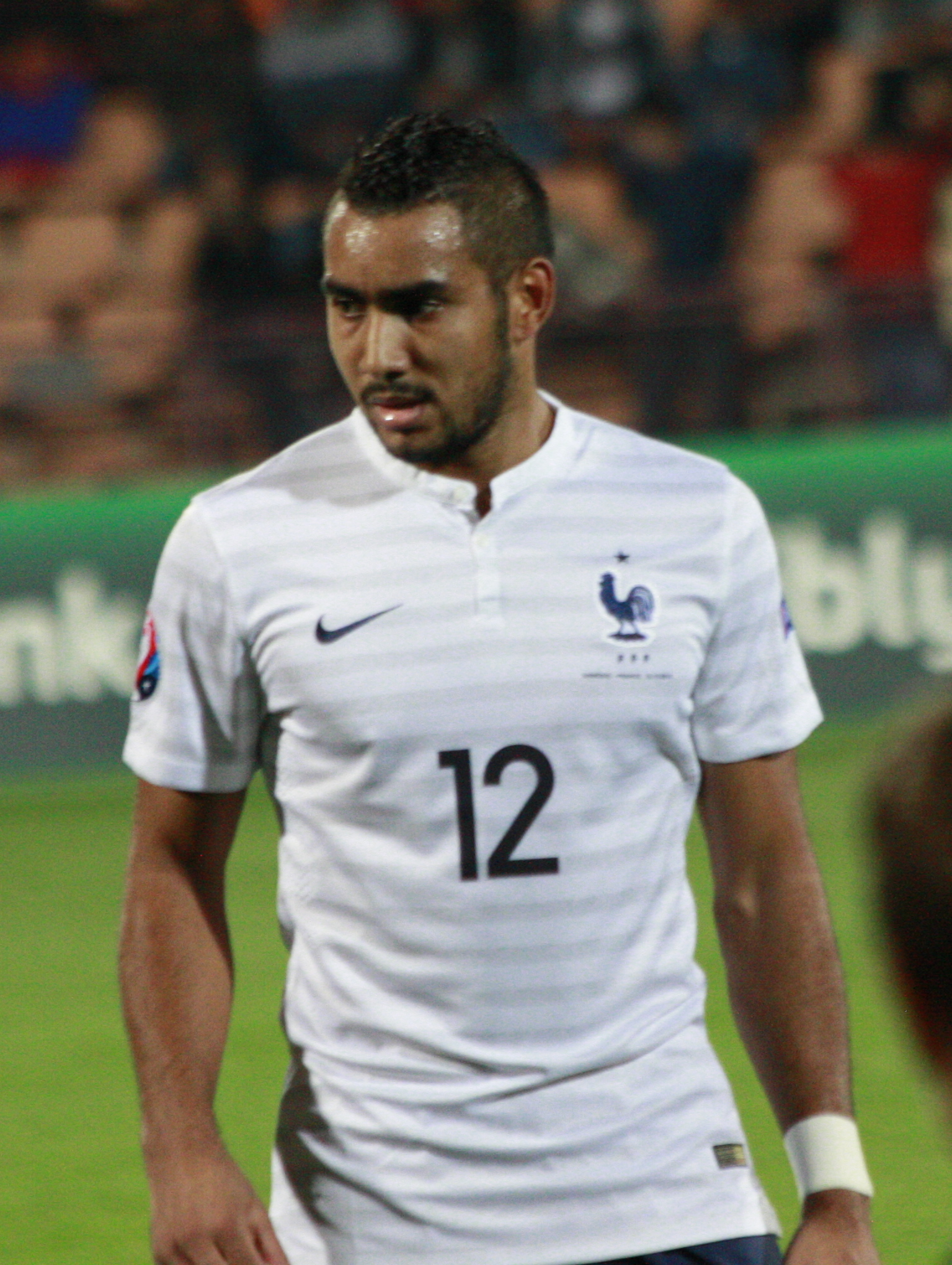
Dimitri Payet, 7 buts

8 buts         
- Olivier Giroud ( Pays-Bas,  Cameroun,  Écosse x2,  Roumanie,  Islande x2,  Italie)
- Antoine Griezmann ( Pays-Bas,  Albanie,  Irlande x2,  Islande,  Allemagne x2,  Bulgarie)

7 buts        
- Dimitri Payet ( Russie,  Cameroun,  Roumanie,  Albanie,  Islande,  Bulgarie,  Suède)

3 buts    
- Paul Pogba ( Islande,  Suède,  Pays-Bas)

2 buts   
- Blaise Matuidi ( Pays-Bas,  Cameroun)
- Kevin Gameiro ( Bulgarie x2)

1 but  
- Kingsley Coman  ( Russie)
- André-Pierre Gignac  ( Russie)
- N'Golo Kanté  ( Russie)
- Laurent Koscielny ( Écosse)
- Anthony Martial  ( Italie)
- Layvin Kurzawa  ( Italie)

### Passeurs décisifs
5 passes
- Antoine Griezmann  ( Russie pour N'Golo Kanté et pour André-Pierre Gignac,  Islande pour Paul Pogba et pour Dimitri Payet,  Bulgarie pour Kevin Gameiro)

4 passes
- Paul Pogba  ( Cameroun pour Olivier Giroud,  Allemagne pour Antoine Griezmann,  Italie pour Anthony Martial et pour Layvin Kurzawa)
- Dimitri Payet  ( Russie pour Kingsley Coman,  Roumanie pour Olivier Giroud,  Islande pour Olivier Giroud,  Suède pour Paul Pogba)

3 passes
- Bacary Sagna  ( Écosse pour Olivier Giroud,  Irlande pour Antoine Griezmann,  Bulgarie pour Kevin Gameiro)

2 passes
- Blaise Matuidi  ( Pays-Bas pour Olivier Giroud,  Islande pour Olivier Giroud)
- Olivier Giroud  ( Irlande pour Antoine Griezmann,  Islande pour Antoine Griezmann)

1 passe
- Anthony Martial  ( Pays-Bas pour Blaise Matuidi)
- Kingsley Coman  ( Cameroun pour Blaise Matuidi)
- Patrice Évra  ( Écosse pour Laurent Koscielny)
- N'Golo Kanté  ( Roumanie pour Dimitri Payet)
- Adil Rami  ( Albanie pour Antoine Griezmann)
- André-Pierre Gignac  ( Albanie pour Dimitri Payet)
- Layvin Kurzawa  ( Italie pour Olivier Giroud)

## Aspects socio-économiques

### Audiences télévisuelles
| Jour de diffusion  | Match                  | Compétition                               | Diffuseur | Téléspectateurs | Part d'audience | Références |
| 25 mars 2016       | Pays-Bas – France      | Amical                                    | TF1       | 5 583 000       | 24,4 %          | [ 3 ]      |
| 29 mars 2016       | France – Russie        | Amical                                    | TF1       | 5 923 000       | 24,2 %          | [ 4 ]      |
| 30 mai 2016        | France – Cameroun      | Amical                                    | TF1       | 6 382 000       | 26,1 %          | [ 5 ]      |
| 4 juin 2016        | France – Écosse        | Amical                                    | TF1       | 6 239 000       | 30 %            | [ 6 ]      |
| 10 juin 2016       | France – Roumanie      | Championnat d'Europe (groupe A)           | TF1       | 14 442 000      | 54,8 %          | [ 7 ]      |
| 15 juin 2016       | France – Albanie       | Championnat d'Europe (groupe A)           | TF1       | 13 800 000      | 52,4 %          | [ 8 ]      |
| 19 juin 2016       | Suisse – France        | Championnat d'Europe (groupe A)           | M6        | 13 442 000      | 48,6 %          | [ 9 ]      |
| 26 juin 2016       | France – Irlande       | Championnat d'Europe (huitième de finale) | TF1       | 11 763 000      | 66,3 %          | [ 10 ]     |
| 3 juillet 2016     | France – Islande       | Championnat d'Europe (quarts de finale)   | M6        | 17 179 000      | 60 %            | [ 11 ]     |
| 7 juillet 2016     | Allemagne – France     | Championnat d'Europe (demi-finale)        | TF1       | 19 200 000      | 68,8 %          | [ 12 ]     |
| 10 juillet 2016    | Portugal – France      | Championnat d'Europe (finale)             | M6        | 20 830 000      | 72,9 %          | [ 13 ]     |
| 1er septembre 2016 | Italie – France        | Amical                                    | TF1       | 4 947 000       | 23,2 %          | [ 14 ]     |
| 6 septembre 2016   | Biélorussie – France   | Qualifications Coupe du monde 2018        | TF1       | 5 880 000       | 24,9 %          | [ 15 ]     |
| 7 octobre 2016     | France – Bulgarie      | Qualifications Coupe du monde 2018        | TF1       | 6 547 000       | 27,9 %          | [ 16 ]     |
| 10 octobre 2016    | Pays-Bas – France      | Qualifications Coupe du monde 2018        | TF1       | 6 567 000       | 26,2 %          | [ 17 ]     |
| 11 novembre 2016   | France – Suède         | Qualifications Coupe du monde 2018        | TF1       | 7 080 000       | 29,8 %          | [ 18 ]     |
| 15 novembre 2016   | France – Côte d'Ivoire | Amical                                    | TF1       | 5 227 000       | 21,6 %          | [ 19 ]     |